# Chiesa di San Lorenzo Martire (Villa Santina)
La chiesa di San Lorenzo Martire è la parrocchiale di Villa Santina, in provincia ed arcidiocesi di Udine; fa parte della forania della Montagna.

## Storia
Si sa che a Villa Santina venne costruita una chiesa nel XV secolo. Questo edificio fu rimaneggiato nel 1715 e, circa mezzo secolo dopo, demolito per far posto all'attuale parrocchiale. Essa fu edificata nel 1763 e consacrata l'anno successivo. 
Venne eretta a parrocchiale nel 1954 con territorio dismembrato dalla parrocchia della pieve di Invillino. La chiesa fu oggetto di un restauro nel 1955.